# Biserica Sfântul Nicolae din Mălureni
Biserica Sfântul Nicolae este o biserică ortodoxă situată în centrul satului Mălureni, județul Argeș. Construită în anul 1724, biserica are două hramuri principale: Sfântul Ierarh Nicolae și Duminica Tuturor Sfinților.

## Istoric
Biserica Sfântul Nicolae din Mălureni a fost construită în anul 1724, conform informațiilor înscrise în pisania veche a bisericii. Pisania menționează că lăcașul sfânt a fost ridicat de către slugerul Leca Mălureanul și moșnenii satului Mălureni. De-a lungul timpului, biserica a suferit deteriorări și s-a prăbușit, însă a fost renovată și îmbunătățită de-a lungul anilor, cu ajutorul stolnicului Dincă Brătianu și a altor moșneni ai satului.
Zugrăveala interioară a bisericii a fost realizată de către Ion Gârniță din Câmpulung, iar în anul 1916, biserica a fost distrusă într-un incendiu. După incendiu, preotul paroh Dimitrie Dinu a reconstruit biserica între anii 1918 și 1919, adăugând pronaosul și pridvorul. Pisania nouă menționează că refacerea bisericii a avut loc sub păstoria Prea Sfințitului Arhiereu Bartolomeu Stănescu Băcăoanu, cu mila lui Dumnezeu și ajutorul bunilor creștini. Biserica a fost resfințită de către episcopul Visarion al Argeșului.
Până în anul 1938, biserica din Mălureni a fost o filială a Bisericii Bădiceni, iar preoții acesteia au slujit și la Mălureni. Printre preoții care au slujit în biserica din Mălureni până la începutul secolului al XX-lea se numără Pr. Dimitrie Dinu, care a contribuit semnificativ la reconstrucția bisericii după incendiu.

## Preoți notabili
În secolul al XX-lea, Biserica Sfântul Nicolae din Mălureni a fost slujită de mai mulți preoți notabili. Printre aceștia se numără:
Pr. Dimitrie Dinu: A slujit la Mălureni și la Bădiceni din 1915 până la moartea sa în 1930. A contribuit în mare măsură la refacerea bisericii după incendiul din 1916.
Pr. Ion Ilie: Preot militar în Primul Război Mondial și apoi preot paroh la Mălureni. A construit o casă parohială din lemn cu ajutorul enoriașilor, care a fost demolată în 1997.
Pr. Ion Iorga: A fost lăudat de episcopul Iosif pentru activitatea sa în biserică.
Pr. Ion Ionescu: A fost un preot harnic, pragmatic și bun gospodar. A fost arestat de Securitate și și-a încheiat viața în mod tragic în anul 1953, la Canal.
Pr. Petre Buduruș: A slujit în perioada 1954-1956 și a avut o activitate remarcabilă în slujirea altarului și administrarea bunurilor parohiale.
Pr. Vasile Limberea: A slujit în perioada 1959-1960 și s-a transferat ulterior în localitatea Ianculești - Valea Mare.
Pr. Petre Ianculescu: A slujit în perioada 1960-1970 și a avut grijă de învelirea bisericii parohiale cu tablă galvanizată. A fost, de asemenea, dirijorul corului din Mălureni și s-a dedicat activităților culturale și artistice.
Pr. Ion Mihai: A slujit timp de 9 ani la Mălureni și s-a transferat ulterior în localitatea Jupânești.
Pr. Vasile Sorescu: A fost și este în prezent preot paroh, iconom și stavrofor al bisericii din Mălureni. Este considerat o personalitate clericală reprezentativă în zonă și se remarcă prin profesionalismul său desăvârșit, iubirea față de oameni, modestie și moralitate neștirbită. Este, de asemenea, doctorand în teologie și lector la Facultatea de Teologie din Pitești.

## Prezent
În prezent, Biserica Sfântul Nicolae din Mălureni are o comunitate de aproximativ 325 de familii de credincioși, care își desfășoară activitatea religioasă sub îndrumarea preotului Vasile Sorescu. În anii 1980-1984, biserica a fost supusă unor lucrări de reparații și consolidare, iar în anii 1985-1986 a fost restaurată pictura interioară. La 7 septembrie 1986, biserica a fost resfințită de către P.S. Episcop Calinic Argeșeanul.
În anul 1979, cu sprijinul consiliului parohial și al enoriașilor, au fost demarate lucrările de construcție a Casei Parohiale și a clopotniței, finalizate în 1998.